# Kanton Kourou
Der Kanton Kourou war ein französischer Kanton in Französisch-Guayana und im Arrondissement Cayenne.
Der Kanton war deckungsgleich mit der Gemeinde Kourou und hatte 25.490 Einwohner (2012).